# دورية فرنسا

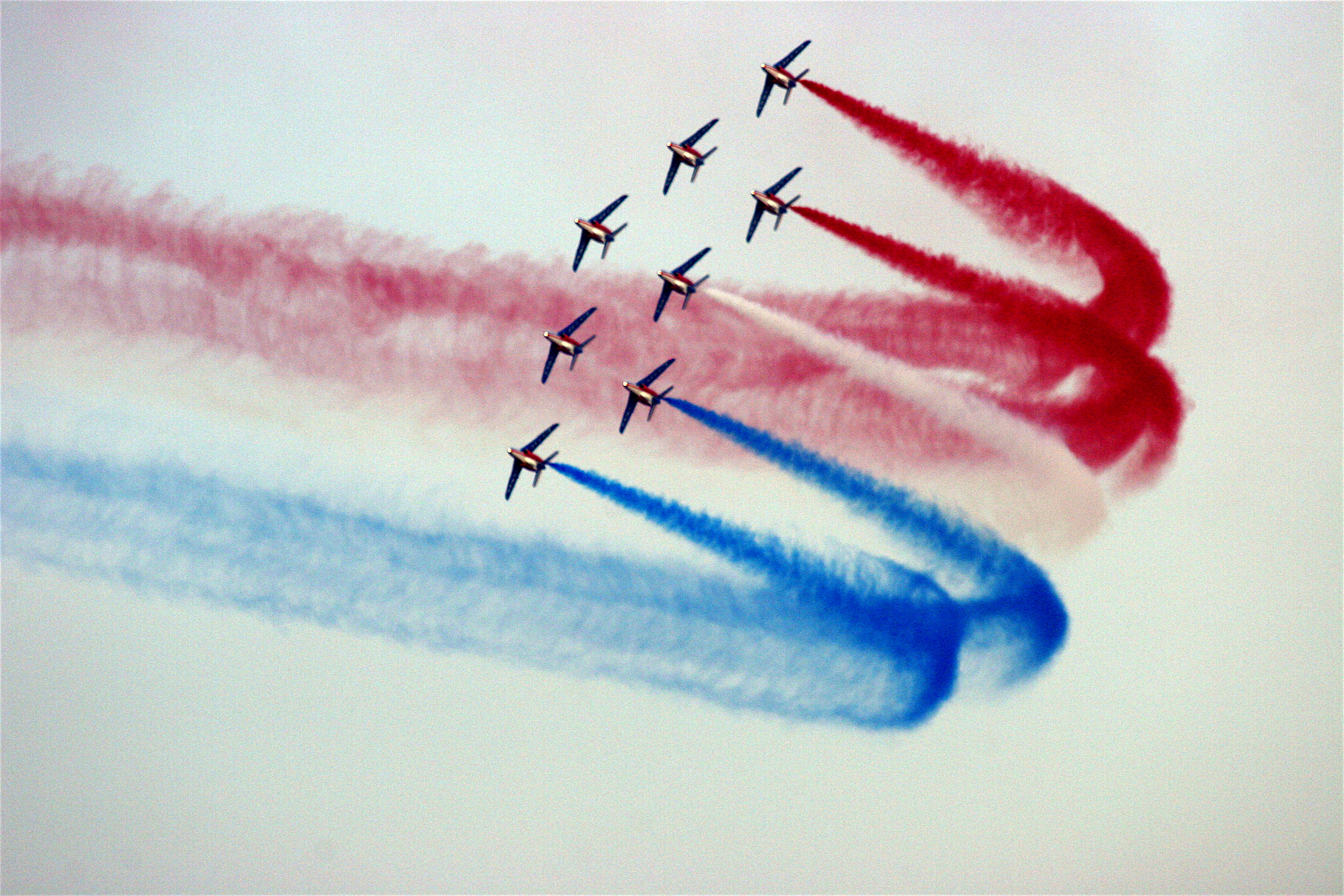
تتكون استعراضات دورية فرنسا من 8 طائرات ألفا جت.

دورية الاستعراض الجوي الفرنسي (بالفرنسي: Patrouille Acrobatique de France، بترولي اكروبتيك دي فرانس)، ويعرف معظم الوقت بدورية فرنسا، هو فريق استعراض جوي تابع للقوات الجوية الفرنسية. تعود أصول الفريق إلى 1931 من ما يجعله إحدى أقدم الفرق الاستعراضية في العالم. يتكون فريق الاستراض من 8 طائرات ألفا جت.

## معرض صور

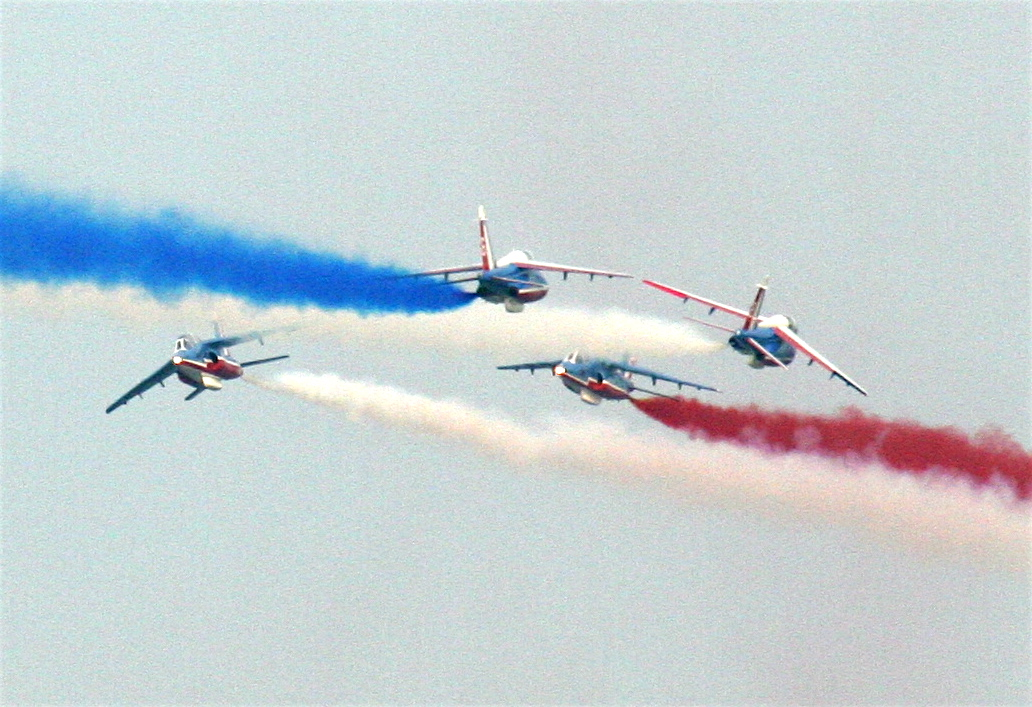
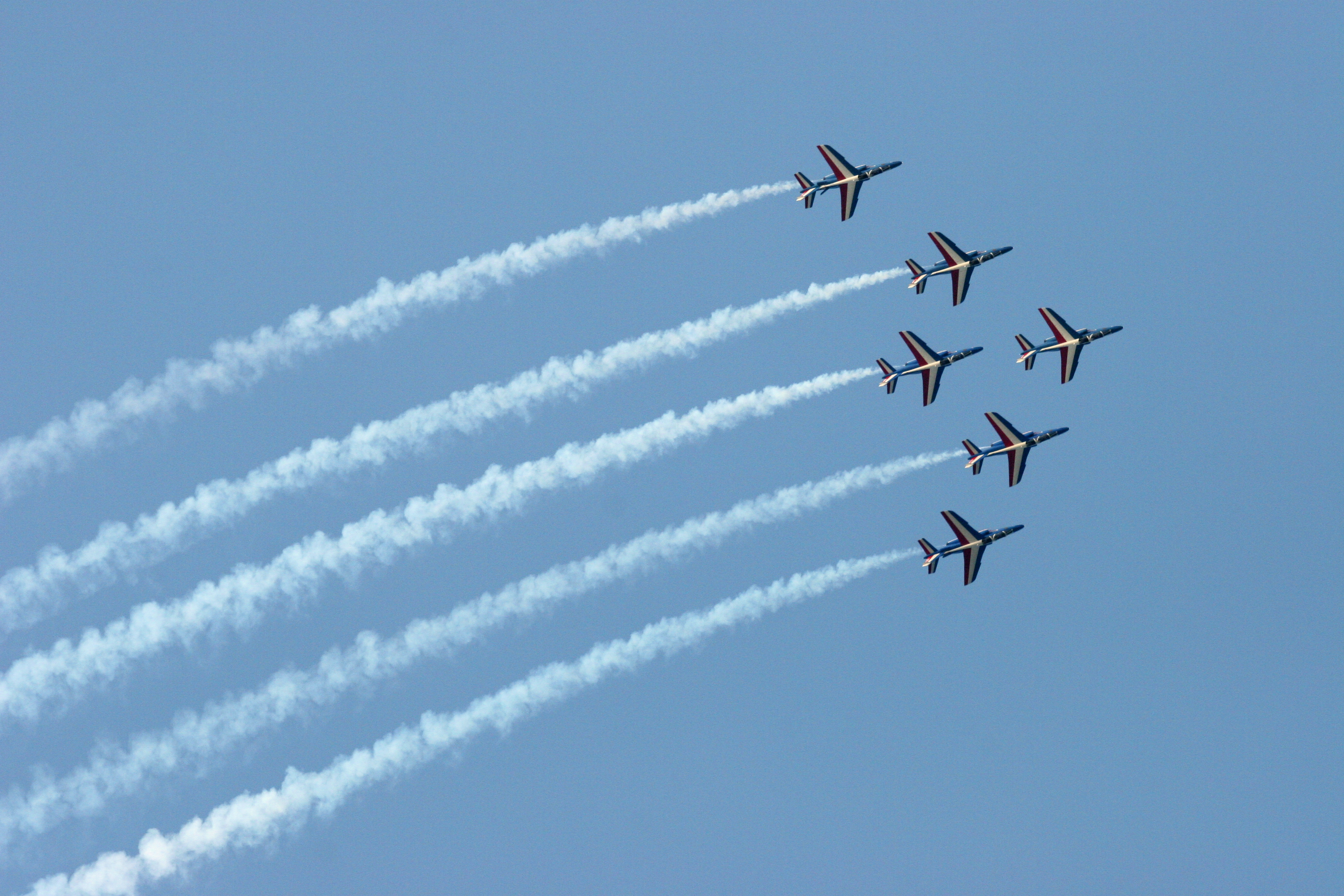
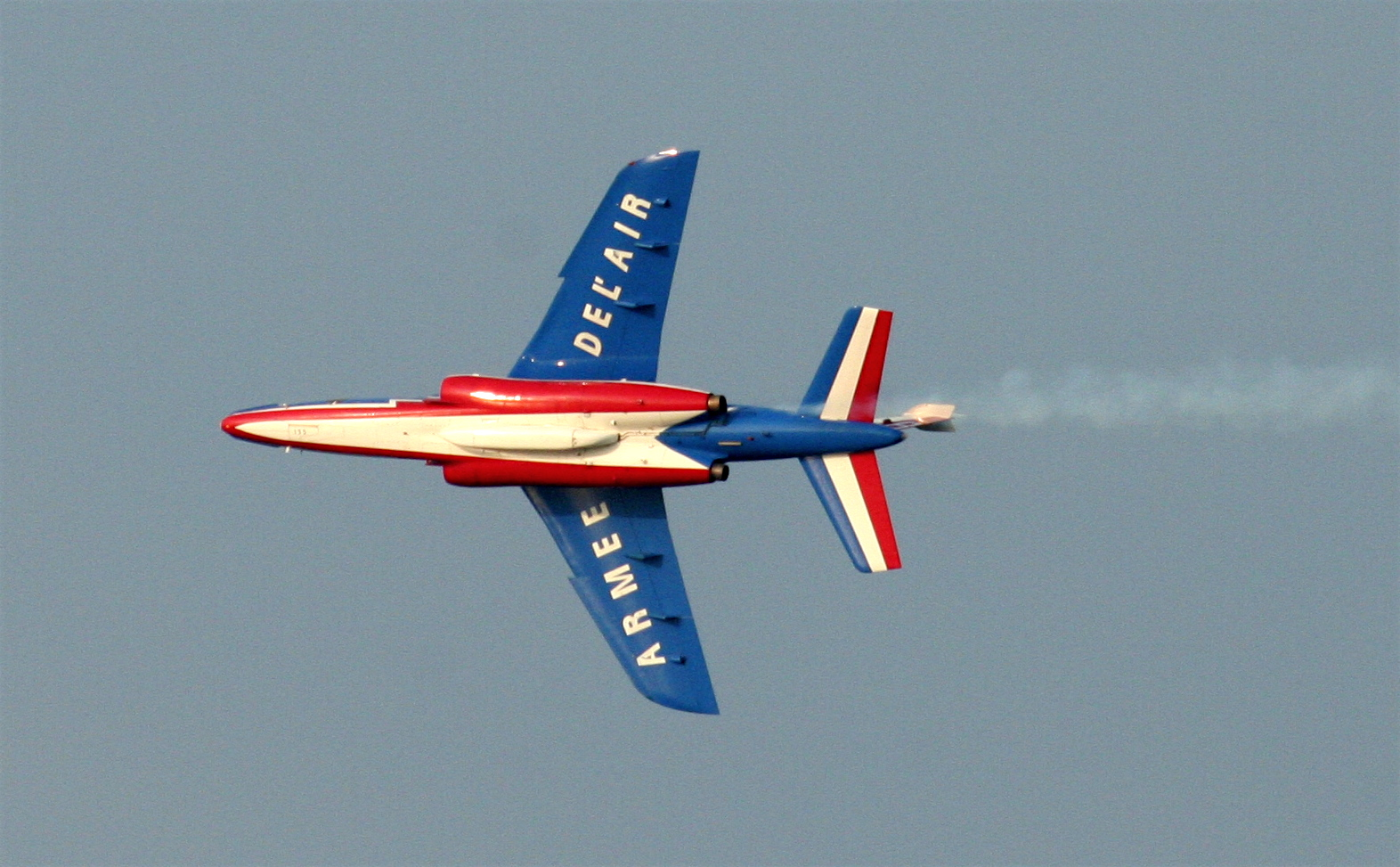
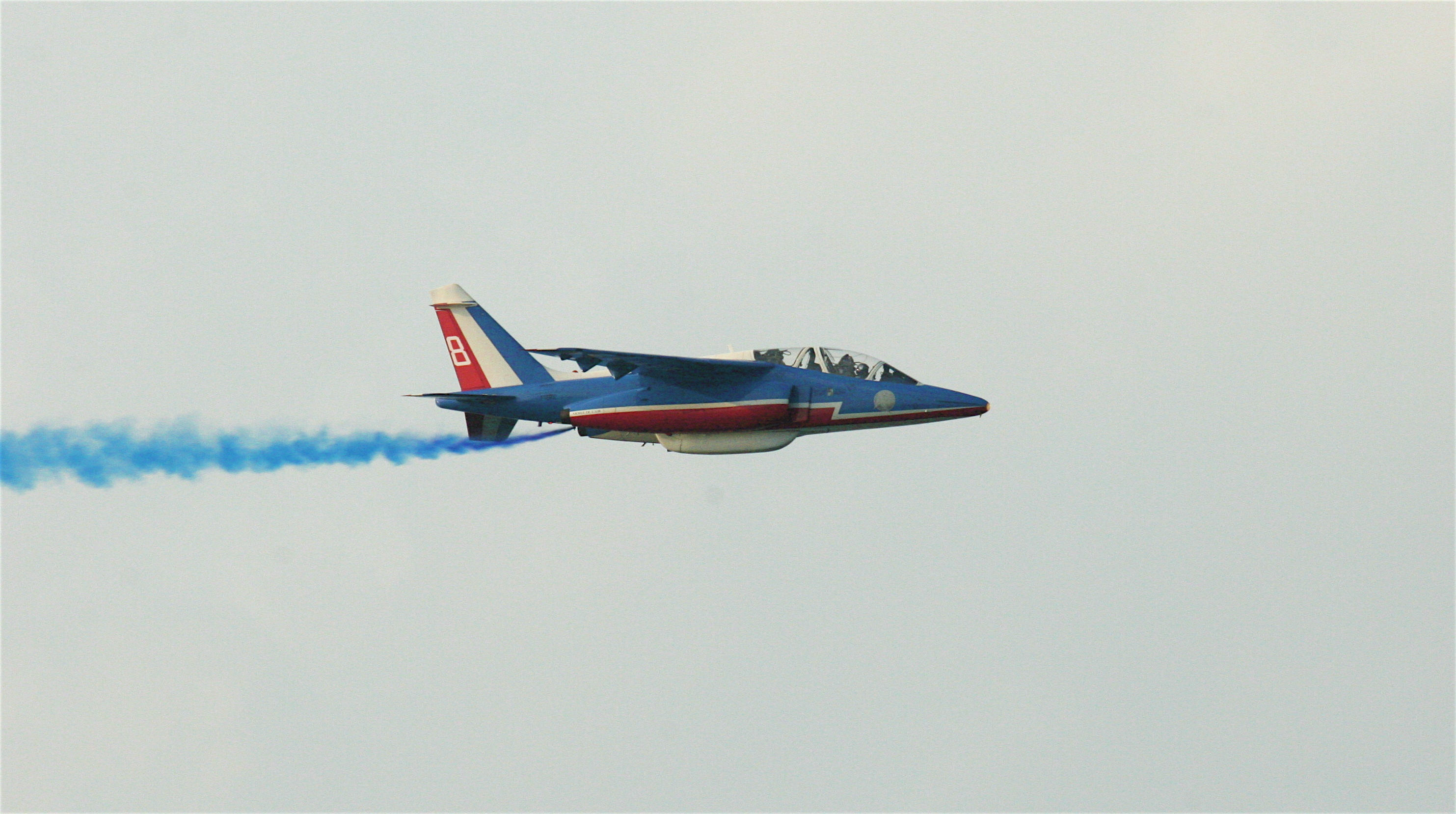
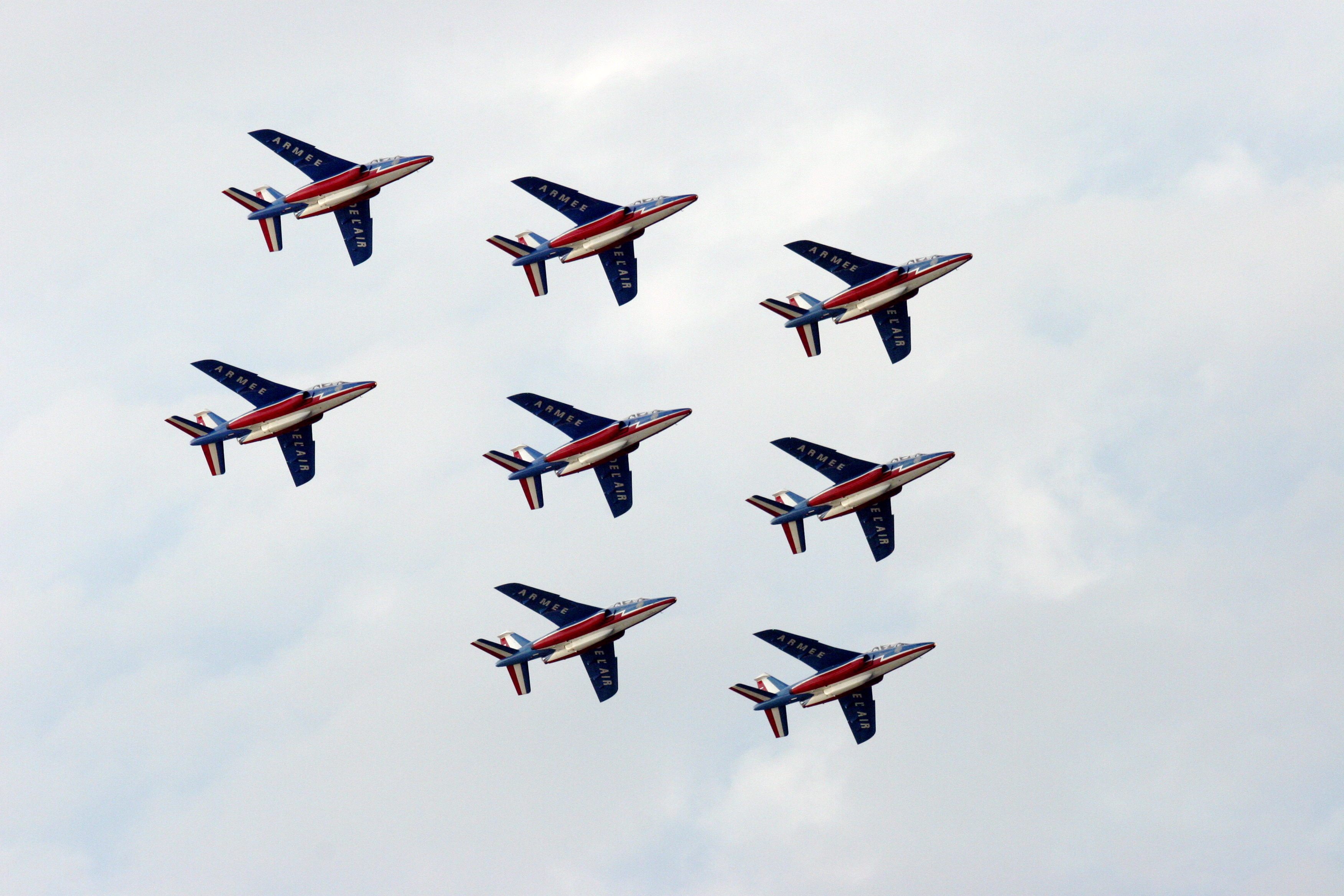